# Seo Dae-seong
Seo Dae-seong (서대성?; 20 novembre 1964) è un ex cestista sudcoreano.

## Carriera
Con la Corea del Sud ha disputato i Campionati mondiali del 1990.